# Senyoriu de Rebollet

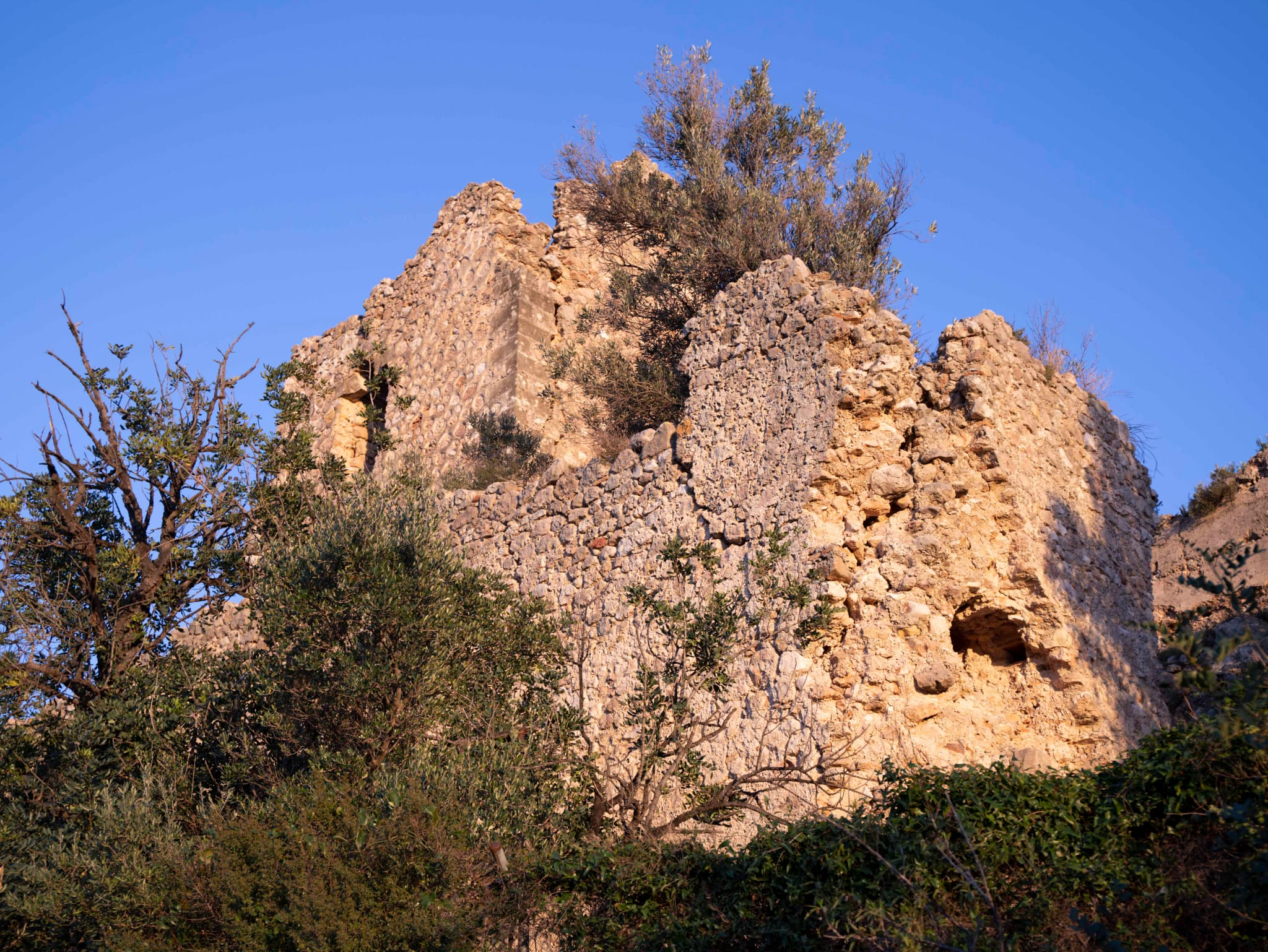
Castell de Rebollet

La Baronia de Rebollet o el Senyoriu de Rebollet va ser un antic terme senyorial situat al sud-est de l'Horta de Gandia, que a principis del segle xiv comprenia la nova vila cristiana de la Font d'en Carròs (que és com va ser rebatejada l'alqueria de Rafalí) i les alqueries de Rafelgescar, Potries, Beniflà, Rafelcofer, l'Alcudiola, l'Alqueria Nova (anomenada posteriorment l'Alqueria de la Comtessa) i l'Alqueria dels Frares. El centre històric de la Baronia, era el castell de Rebollet (en el terme de la Font), d'origen musulmà, esmentat des dels terratrèmols de 1598, que Jaume I va donar en 1240 al noble d'origen germànic Carròs.
El tercer senyor de la Baronia de Rebollet va ser el seu net Francesc Carròs i de Cruïlles, a qui va succeir el seu fill Francesc Carròs i Llòria, mort per la seva filla, Joana, casada amb Ramon de Boixadors. De la filla d'en Ramon, Allemanda Carròs, casada amb Berenguer de Vilaragut (que en 1368 va refer el castell, destruït pels castellans el 1344, durant la Guerra dels dos Peres), va passar als nets de Francesca Carròs, filla de l'almirall i dona de Ramon de Riu-sec; Ramoneta de Riu-sec es va casar amb Pere de Centelles, senyor d'Oliva. La Baronia de Rebollet passava als Centelles, que es van intitular senyors de les baronies de Rebollet i d'Oliva. En 1449 Alfons IV va crear per a Francesc Gilabert de Centelles-Riu-sec i de Queralt el Comtat d'Oliva.